# Jesús Hernández Blázquez
Pour les articles homonymes, voir Jesús Hernández et Blázquez.
Jesús Hernández Blázquez né le 28 septembre 1981 à Avila, est un coureur cycliste espagnol, professionnel de 2002 à 2017. En 2018, il devient directeur sportif de l'équipe Eolo-Kometa.

## Biographie

### Jeunesse et carrière amateur
Jesús Hernández pratique le cyclisme durant son enfance. Il habite alors à Parla, au sud de Madrid, et compte parmi ses compagnons d'entraînement Alberto Contador, qui réside près de chez lui, à Pinto. En 2000, à l'âge de 18 ans, Jesús Hernández part à Azpeitia, au Pays basque, pour courir dans l'équipe amateur Iberdrola-Loina, « filiale » de l'équipe professionnelle ONCE-Deutsche Bank dirigée par Manolo Saiz. Il y côtoie Joaquim Rodríguez, Xavier Florencio. En 2001, Alberto Contador l'y rejoint. Tous deux rejoignent en 2002 l'équipe Würth-ONCE, nouvelle réserve amateur de la ONCE-Eroski,. Hernández est stagiaire chez ONCE-Eroski en fin de saison 2002.

### Carrière professionnelle
Jesús Hernández devient coureur professionnel en 2004 dans l'équipe Liberty Seguros de Manolo Saiz.
En 2006, il rejoint l'équipe continentale professionnelle Relax-GAM. Il participe deux fois au Tour d'Espagne, qu'il ne termine pas. L'équipe Relax-GAM disparaît à la fin de l'année 2007, et Jesús Hernández se trouve sans équipe en 2008. Il continue de s'entraîner durant cette année, parfois avec Alberto Contador. En août, ce dernier présente Hernández à Johan Bruyneel, manager de l'équipe Astana dont il est membre, et qui l'engage,.
Jesús Hernández redevient ainsi professionnel en 2009 chez Astana. Il participe au Tour d'Espagne 2009, qu'il termine à la 19e place, avec notamment une arrivée à Avila en 9e position. En 2010, il participe à la victoire de Contador au Tour de France.
En 2011, il rejoint l'équipe Saxo Bank-Sungard, à la demande de Contador qui en devient le leader, en compagnie de Benjamín Noval et Daniel Navarro,. Il prend part au Tour d'Italie, que remporte Contador.
Au deuxième semestre 2016, il signe un contrat avec l'équipe Trek-Segafredo. Comme son ami, Alberto Contador, il met un terme à sa carrière à l'issue de la saison 2017.
En 2018, il devient directeur sportif de l'équipe créée par son ancien coéquipier de route Alberto Contador, l'équipe Polartec Kometa.

## Palmarès
- 2001
  - Pentekostes Saria
  - Subida a Urraki
  - 2e de l'Insalus Saria

## Résultats sur les grands tours

### Tour de France
4 participations
- 2010 : 140e
- 2011 : 92e
- 2013 : 43e
- 2014 : abandon (6e étape)

### Tour d'Italie
3 participations
- 2011 : 28e
- 2016 : 59e
- 2017 : 49e

### Tour d'Espagne
7 participations
- 2006 : abandon (16e étape)
- 2007 : abandon (14e étape)
- 2009 : 19e
- 2012 : 43e
- 2014 : 21e
- 2016 : 43e
- 2017 : 64e

## Classements mondiaux
| Année                  | 2006 | 2007 | 2008 | 2009 | 2010 | 2011 | 2012 | 2013 | 2014 | 2015 | 2016 | 2017 |
| ---------------------- | ---- | ---- | ---- | ---- | ---- | ---- | ---- | ---- | ---- | ---- | ---- | ---- |
| Calendrier mondial UCI |      |      |      | 207e | nc   |      |      |      |      |      |      |      |
| UCI World Tour         |      |      |      |      |      | nc   | nc   | nc   | nc   | nc   | nc   | 307e |
| UCI Europe Tour        | 561e |      |      |      |      |      |      |      |      |      |      |      |